# Лук Фетисова
Лук Фетисова (лат. Allium fetisowii) — многолетнее травянистое растение, вид рода Лук (Allium) семейства Луковые (Alliaceae).

## Этимология названия
Видовой эпитет дан в честь Алексея Михайловича Фетисова (1842—1894) — русского ботаника, садовода и животновода. Вид открыт А. М. Фетисовым (Верный) и введён в 1878 году Э. Л. Регелем (Санкт-Петербург) в научный оборот, которым был назван в честь первооткрывателя. 
Научное латинское название рода, данное Карлом Линнеем, — лат. allium — происходит от латинского названия чеснока, которое, в свою очередь, вероятно, связано с кельтским словом all — жгучий; другая версия — происходит от лат. halare — «пахнуть». Русское слово «лук» имеет соответствия в других славянских языках — болгарское лук, хорватское luk. Наиболее предпочтительным считается толкование как исконного слова, от того же корня, что нем. Lauch, др.-исл. laukr и т. д. (от индоевроп. *leug «гнуть, изгибать(ся)»), или родственного луч, луна, греч. leukos «белый» (от индоевроп. *leuk-/louk- «светить»). По другой версии, происхождение  слова  прослеживается из праславянского, где представляет собой заимствование из какого-то германского языка, от *lauka- — «лук».

## Распространение и экология
В природе ареал вида охватывает Памиро-Алай и Тянь-Шань.
Произрастает на мягких почвах.

## Ботаническое описание
Луковица шаровидная, диаметром 1–1,5 см; оболочки черные, бумагообразные. Стебель высотой 40–65 см, от выступающих жилок ребристый.
Листья в числе одного—двух, шириной 2–15 см, ремневидные, по краю гладкие или неясно шероховатые, значительно короче стебля.
Чехол в два раза короче зонтика, коротко заострённый. Зонтик полушаровидный или шаровидный, многоцветковый, густой. Цветоножки в два—три раза длиннее околоцветника, почти равные, при основании без прицветников. Листочки звёздчатого околоцветника розово-фиолетовые, нежные, с мало заметной жилкой, линейные, тупые или туповатые, позднее вниз отогнутые, скрученные, длиной 5–7 мм. Нити тычинок на четверть короче листочков околоцветника, при основании между собой и с околоцветником сросшиеся, выше между собой свободные, шиловидные. Завязь на короткой ножке, шероховатая.
Коробочка яйцевидная или шаровидная, диаметром около 4 мм.

## Таксономия
Вид Лук Фетисова входит в род Лук (Allium) семейства Луковые (Alliaceae) порядка Спаржецветные (Asparagales).
|  |                                      |  |                                                             |                                                             |                   |  | ещё 24 семейства (согласно Системе APG II) | ещё 24 семейства (согласно Системе APG II) |                     |  |  |  | ещё более 870 видов |
|  |                                      |  |                                                             |                                                             |                   |  | ещё 24 семейства (согласно Системе APG II) | ещё 24 семейства (согласно Системе APG II) |                     |  |  |  | ещё более 870 видов |
|  |                                      |  |                                                             | порядок Спаржецветные                                       |                   |  |                                            |                                            | род Лук             |  |  |  |                     |
|  |                                      |  |                                                             | порядок Спаржецветные                                       |                   |  |                                            |                                            | род Лук             |  |  |  |                     |
|  | отдел Цветковые, или Покрытосеменные |  |                                                             |                                                             | семейство Луковые |  |                                            |                                            | вид Лук Фетисова    |  |  |  |                     |
|  | отдел Цветковые, или Покрытосеменные |  |                                                             |                                                             | семейство Луковые |  |                                            |                                            |                     |  |  |  |                     |
|  |                                      |  | ещё 44 порядка цветковых растений (согласно Системе APG II) | ещё 44 порядка цветковых растений (согласно Системе APG II) |                   |  |                                            | ещё около 300 родов                        | ещё около 300 родов |  |  |  |                     |
|  |                                      |  |                                                             | ещё 44 порядка цветковых растений (согласно Системе APG II) |                   |  |                                            |                                            | ещё около 300 родов |  |  |  |                     |